# Jugial
Jugial è una suddivisione dell'India, classificata come census town, di 16.664 abitanti, situata nel distretto di Gurdaspur, nello stato federato del Punjab. In base al numero di abitanti la città rientra nella classe IV (da 10.000 a 19.999 persone).

## Geografia fisica
La città è situata a 32° 22' 58 N e 75° 40' 25 E.

## Società

### Evoluzione demografica
Al censimento del 2001 la popolazione di Jugial assommava a 16.664 persone, delle quali 9.081 maschi e 7.583 femmine. I bambini di età inferiore o uguale ai sei anni assommavano a 1.795, dei quali 1.060 maschi e 735 femmine. Infine, coloro che erano in grado di saper almeno leggere e scrivere erano 13.154, dei quali 7.399 maschi e 5.755 femmine.